# Tobias Halland Johannessen
Tobias Halland Johannessen (Drøbak, 23 agosto 1999) è un ciclista su strada, ciclocrossista e mountain biker norvegese che corre per l'Uno-X Mobility; è professionista dal 2022.

## Biografia
Ha un fratello gemello, Anders, anch'egli ciclista. Partecipa al Tour de France 2025, dove collassa durante la 16ª tappa.

## Palmarès

### Strada
- 2021 (Uno-X Dare Development Team)

3ª tappa Sazka Tour (Moravská Třebová > Dlouhé Stráně)
4ª tappa Sazka Tour (Šumperk > Šternberk)
7ª tappa Tour de l'Avenir (Saint-Vulbas > Grand Colombier)
8ª tappa Tour de l'Avenir (La Tour-en-Maurienne > Saint-Jean-d'Arves)
Classifica generale Tour de l'Avenir
- 2022 (Uno-X Pro Cycling Team, una vittoria)

4ª tappa Étoile de Bessèges (Saint-Hilaire-de-Brethmas > Mont Bouquet)
- 2023 (Uno-X Pro Cycling Team, una vittoria)

5ª tappa Giro del Lussemburgo (Mersch > Lussemburgo)

#### Altri successi
- 2022 (Uno-X Pro Cycling Team)

Classifica giovani Étoile de Bessèges
Classifica a punti Tour of Norway
Classifica giovani Giro del Delfinato
- 2024 (Uno-X Mobility)

Classifica giovani Giro di Germania

### Cross
- 2017-2018

Campionati norvegesi, Elite
- 2018-2019

Stockholm Cyclocross (Stoccolma)
Campionati norvegesi, Elite
- 2021-2022

Campionati norvegesi, Elite

### Mountain bike
- 2018

Rye Bike Festival
Vargarda

## Piazzamenti

### Grandi giri
- Tour de France

2023: 30°
2024: 35°
2025: 6º

### Classiche monumento
- Milano-Sanremo

2025: 39º
- Giro delle Fiandre

2022: ritirato
- Liegi-Bastogne-Liegi

2022: ritirato
2023: 24º
2024: 25º
- Giro di Lombardia

2024: 97°

### Competizioni mondiali
- Campionati del mondo su strada

Fiandre 2021 - In linea Under-23: 83º
Glasgow 2023 - In linea Elite: 51°
Zurigo 2024 - In linea Elite: 41°
- Giochi olimpici

Tokyo 2020 - In linea: 82º
- Campionati del mondo di mountain bike

Nové Město na Moravě 2016 - Cross country Junior: 3º

### Competizioni europee
- Campionati europei su strada

Trento 2021 - In linea Under-23: ritirato
- Campionati europei di ciclocross

Rosmalen 2018 - Under-23: 18º